# Walter Kohn
Walter Kohn (n. 9 martie 1923, Viena, Republica Austriacă – d. 19 aprilie 2016, Santa Barbara, California, SUA) a fost un  fizician și chimist teoretician american, evreu originar din Austria, laureat al Premiului Nobel pentru chimie (1998 - împreună cu John Pople) pentru contribuția sa la dezvoltarea teoriei funcționalului de densitate, care se bazează pe teorema Hohenberg-Kohn.
Walter Kohn s-a născut la Viena într-o familie evreiască. El a urmat gimnaziul academic din oraș. Tatăl său conducea editura de cărți poștale Frații Kohn.
După alipirea Austriei la Germania nazistă Kohn a făcut parte dintr-un transport de copii evrei care au avut norocul de a fi evacuați și acceptați în Anglia. Părinții săi și numeroși alți membri ai familiei rămași în Austria au pierit omorâți în Holocaust. Din Anglia a fost transferat în Canada. Ulterior, el a participat la cel de-al Doilea Război Mondial ca soldat în armata canadiană.
În anul 1945, Kohn a terminat examenele de licență în matematică și fizică la Universitatea Toronto, iar un an mai târziu teza de master în matematică aplicată. Printre profesorii săi s-au numărat Harold Scott MacDonald Coxeter, John Lighton Synge, Leopold Infeld și Richard Brauer. 
În 1948 a promovat doctoratul la Universitatea Harvard în Statele Unite, sub îndrumarea lui Julian Schwinger. Teza de doctorat, în domeniul fizicii teoretice a tratat problema mecanică cuantică a celor trei corpuri.
Între anii 1950-1960 Kohn a predat la Universitatea Carnegie Mellon, apoi până în 1979 la Universitatea San Diego, California.
Începând din 1953 și până în anii 1960 a lucrat la Laboratoarele Bell, unde a colaborat cu William B.Shockley, Joaquin M.Luttinger și alții la teoria impurităților în semiconductori.
În anul 1959 Kohn a publicat descoperirea sa, cunoscută ca Anomalia Kohn, o divergență cu privire la relația de dispersie la fononi. 
Cercetările sale asupra teoriei funcționalei densității au început după lucrările efectuate (din 1963) la Paris (în colaborare cu Pierre Hohenberg) și la San Diego (în colaborare cu Lu J.Sham) asupra structurii electronice a aliajelor
În anul 1979 Kohn a devenit director fondator al renumitului Institut de Fizica teoretică de la Santa Barbara; în 1984 a fost numit profesor la Universitatea din Santa Barbara, California, post din care a ieșit la pensie, devenind profesor emerit.
Din anul 1957 Kohn a obținut cetățenia americană.
Kohn a sprijinit activitatea gimnaziului privat evreiesc Tzvi Peretz Hayot (Zwi Perez Chajes), și a gimnaziului academic din Viena
acordându-le un premiu care îi poartă numele - Premiul Walter Kohn pentru activități în domeniul drepturilor omului și al științelor naturii.

## Viața privată
Walter Kohn a fost căsătorit de două ori și este tatăl a trei fiice.
El a murit în 2016 la Santa Barbara, California, în vârstă de 93 de ani.